# Орден 1 липня
Орден 1 липня є нагородою Китайської Народної Республіки, яка вручається Генеральним секретарем Комуністичної партії Китаю, головним лідером партії та держави. Це найвища нагорода, яку присуджують членам Комуністичної партії Китаю (КПК), заснованої 22 липня 2017 року.
Медаль 1 липня, заснована Комуністичною партією, нагороджується членами партії, які зробили видатний внесок у розвиток соціалізму з китайською специфікою.

## Історія
27 лютого 2021 року Головне управління Комуністичної партії Китаю опублікувало повідомлення «Добру роботу щодо номінації на медаль 1 липня» та «Два національні пріоритети та одна перша рекомендація». Це вперше від імені Центрального комітету Комуністичної партії Китаю до 100-річчя заснування Комуністичної партії Китаю.
Нагородження медаллю «1 липня» призначено для відзначення видатних членів Комуністичної партії країни, видатних партійних працівників країни та передових народних партійних організацій країни. 31 травня 2021 року організаційний відділ Комуністичної партії Китаю, організаційний відділ ЦК КПК, Управління партії та державних заслуг опублікували список кандидатів на нагородження.
29 червня церемонія нагородження відбулася о 10:29 червневого ранку в Домі нарад. На церемонії Ван Хунін, перший секретар Центрального секретаріату Комуністичної партії Китаю, зачитав «Рішення ЦК Комуністичної партії Китаю про нагородження медаллю 1 липня». На церемонії генеральний секретар Комуністичної партії Китаю Сі Цзіньпін нагородив 29 осіб медаллю 1 липня. 

## Прийнятність
У липні 2017 року Робочий комітет партії та Національної комісії за заслуги розробив «Положення про внутрішньопартійне визнання заслуг Комуністичної партії Китаю» та «Заходи щодо нагородження орденом 1 липня». Він був затверджений і введений в життя ЦК КПК. Відповідно до нього орденом 1 липня нагороджується членами партії, які зробили видатний внесок у велику справу соціалізму з китайською специфікою та великий новий проект партійного будівництва.

## Нагороджені
This with the * indicates that the July 1 Medal was awarded posthumously
| №  | Ім'я одержувача/ки                | Дата народження                                    | Посада(и) | Внесок | Дата нагородження | Довідка |
| -- | --------------------------------- | -------------------------------------------------- | --- | --- | ----------------- | ------- |
| 1  | Ма Маоцзе(马毛姐)                 | Вересень 1935 (86-87 років)                        | Колишній заступник керівника компанії Hefei Garment and Footwear Industry Company в провінції Aньхой | За героїзм під час форсового походу через річку Янцзи рід час Громадянської війни в Китаї. Після війни займався вихованням революційних традицій. | 29 червня 2021    | [ 6 ]   |
| 2  | Ван Шумао(王书茂)                 | Грудень 1956 (65 років)                            | Секретар партійного осередку села Танмень у місті Цюнхай, провінція Хайнань. Директор сільського комітету, заступник командира роти морської міліції Танмень і представник 13-го Всекитайських зборів народних представників. | За участь у низці важливих національних робіт, пов'язаних з морем, будівництвом островів Спратлі і рифів Наньша, а також за захист китайського суверенітету в Південнокитайському морі. | 29 червня 2021    | [ 6 ]   |
| 3  | Ван Чжаньшань(王占山)             | Грудень 1929 (92 роки)                             | Колишній заступник дивізійного консультанта військового підрайону Аньян у провінції Хенань. Представник 4-го та 5-го Всекитайських зборів народних представників. | За участь у Громадянській війні в Китаї, Корейській та Китайсько-в'єтнамській війнах. | 29 червня 2021    | [ 6 ]   |
| 4  | Ван Ланьхуа (王兰花)              | Червень 1950 (72 роки)                             | Секретар партійного осередку та голова благодійної організації в місті Цзіньсін у провінції Учжун | За участь у громадській діяльності та створення благодійної організації для вирішення проблем мешканців, медіації цивільних спорів та здійснення діяльності у сфері суспільного добробуту. | 29 червня 2021    | [ 6 ]   |
| 5  | Ай Айгуо(艾爱国)                  | Березень 1950 (72 роки)                            | Консультант зі зварювання компанії Hunan Valin Xiangtan Iron and Steel Co, Ltd та голова Наглядового комітету Асоціації зварювання провінції Хунань. Представник 7-го Всекитайських зборів народних представників та 15-го Всекитайського з'їзду Комуністичної партії Китаю.                                                                                   | За допомогу в розвитку теоретичних і практичних навичок роботи зі зварювальними технологіями. | 29 червня 2021    | [ 6 ]   |
| 6  | Ши Гуаньїнь(石光银)               | Лютий 1952 (70 років)                              | Колишній секретар партійного осередку села Шиліша в повіті Дінбянь провінції Шеньсі та голова Shaanxi Shiguangyin Sand Control Group Co, Ltd. Представник 13-го Всекитайських зборів народних представників та 18-го Всекитайського з'їзду Комуністичної партії Китаю.                                                                                         | За допомогу в розробці методів боротьби з пісками та лісорозведення для захисту навколишнього середовища. | 29 червня 2021    | [ 6 ]   |
| 7  | Лю Цімін(吕其明)                  | Травень 1930 (92 роки)                             | Колишній заступник директора художнього комітету Шанхайської кіностудії. | За допомогу у вихованні першого покоління симфонічних композиторів та за досягнення у написанні музики до кінофільмів. | 29 червня 2021    | [ 6 ]   |
| 8  | Тінг Батер(廷·巴特尔)             | Червень 1950 (72 років)                            | Колишній секретар партійного осередку в містечку Хунґе'ерґаоле в Абаґ-Баннер, Автономний район Внутрішня Монголія. Представник на 17-му та 18-му Національних з'їздах Комуністичної партії Китаю. Представник на 10-му Всекитайських зборах народних представників та 13-му Національному комітеті Китайської народної політичної консультативної конференції. | За допомогу в розвитку пастуших територій, пошук нових шляхів захисту екології, розвиток економіки, сприяння зростанню доходів, виробництва та життя місцевих пастухів. | 29 червня 2021    | [ 6 ]   |
| 9  | Лю Гуйцзінь (刘贵今)              | Серпень 1945 (77 років)                            | Колишній генеральний директор Міністерства закордонних справ. | За видатний внесок у розвиток китайсько-африканських відносин. | 29 червня 2021    | [ 6 ]   |
| 10 | Сунь Цзінкунь(孙景坤)             | Жовтень 1924 (97 років)                            | Колишній капітан Першої виробничої бригади в селі Шаньчен в районі Юаньбао, провінція Ляонін. | За участь у громадянській війні в Китаї та Корейській війні, а також за участь у розвитку рідного міста. | 29 червня 2021    | [ 6 ]   |
| 11 | Меметджан Вумер (买买提江·吾买尔) | Грудень 1952 (69 років)                            | Колишній секретар партійного осередку села Булікай у повіті Інін Сіньцзян-Уйгурського автономного району та колишній директор сільського комітету. Представник 18-го Національного з'їзду Комуністичної партії Китаю. | За боротьбу з релігійним екстремізмом, популяризацію мандаринської мови та партійну консолідацію в Сіньцзяні. | 29 червня 2021    | [ 6 ]   |
| 12 | Лі Хонгта(李宏塔)                 | Травень 1949 (73 роки)                             | Колишній член і заступник голови Комітету КПКК провінції Аньхой. Член 11-го та 12-го національних комітетів КПКК. | За 18 років роботи в системі цивільних справ та допомогу, надану овдовілим людям похилого віку, дітям з особливими потребами та сиротам. | 29 червня 2021    | [ 6 ]   |
| 13 | У Тяньї(吴天一)                   | Листопад 1934 (87 років)                           | Колишній дослідник серцево-судинних і цереброваскулярних захворювань у провінції Цинхай і госпітальний академік Китайської інженерної академії. | За дослідження у боротьбі з високогірною хворобою та за медичні дослідження в Тибетському автономному районі. | 29 червня 2021    | [ 6 ]   |
| 14 | Сінь Юлін (辛育龄)                | Лютий 1921 (101 рік)                               | Колишній декан Китайсько-японської лікарні дружби та директор торакальної хірургії. Депутат Всекитайських зборів народних представників 5-го скликання. | За прорив у різних аспектах торакальної хірургії та за видатний внесок в інновації та розвиток китайської галузі охорони здоров'я. А також за те, що він став першою людиною в Китаї, яка виконала трансплантацію легень. | 29 червня 2021    | [ 6 ]   |
| 15 | Чжан Гуймей (张桂梅)              | 15 червня 1957 (67 років)                          | Засновниця та директорка середньої школи для дівчат Хуапіна, першої та єдиної в Китаї безкоштовної державної середньої школи для дівчат у провінції Юньнань. Секретар партійного осередку та представник 17-го Національного з'їзду Комуністичної партії Китаю.                                                                                                | За допомогу в покращенні жіночої освіти в Китаї та розробку характерної моделі викладання. | 29 червня 2021    | [ 6 ]   |
| 16 | Лу Юаньцзю(陆元九)                | 9 січня 1920 (105 років)                           | Член Китайської академії наук та Китайської інженерної академії. Радник науково-технічного комітету Китайської аерокосмічної науково-технічної корпорації. Представник 3-го Всекитайських зборів народних представників, член 5-го, 6-го та 7-го Національного комітету Китайської народної політичної консультативної конференції.                            | За новаторство в науці та технологіях автоматизації в Китаї. А також за видатний внесок у проект «Дві бомби, один супутник» та розвиток великих аерокосмічних проєктів. | 29 червня 2021    | [ 6 ]   |
| 17 | Чень Хунцзюнь* (陈红军)*          | Березень 1987 — червень 16, 2020 (33 роки)         | Командир батальйону в Народно-визвольній армії. | За те, що обіймав посаду в прикордонній обороні в Південному Сіньцзянському військовому окрузі і загинув, захищаючи територіальну цілісність Китаю під час китайсько-індійських сутичок 2020—2021 рр.. | 29 червня 2021    | [ 6 ]   |
| 18 | Лін Дан (林丹)                    | Грудень 1948 (73 роки)                             | Секретар партійного комітету громади Цзюньмень в районі Гулоу, Фучжоу, провінція Фуцзянь. Представник 17-го та 18-го Національних з'їздів Комуністичної партії Китаю. | За те, що є видатним представником громадських працівників, а також за те, що вкорінений у громаді вже понад 40 років. | 29 червня 2021    | [ 6 ]   |
| 19 | Жойгар (卓嘎)                     | Вересень 1961 (60-61 рік)                          | Фермерка в Юмай в окрузі Люнзе, Тибетський автономний район, та віце-президентка Федерації жінок Тибетського автономного району. | За допомогу в охороні тисяч квадратних кілометрів землі шляхом випасу худоби та патрулювання, а також за активне спрямування мас на те, щоб вони слухали партію. | 29 червня 2021    | [ 6 ]   |
| 20 | Чжоу Юнкай(周永开)                | Березень 1928 (94 роки)                            | Колишній заступник секретаря партійного комітету префектури Дасянь у провінції Сичуань. | За відданість справі служіння людям у сприянні місцевому розвитку, боротьбі з бідністю, поліпшенні умов життя людей та екологічному будівництві. Також за участь у підпільній роботі партії на півночі Сичуані під час китайської комуністичної революції.                                                                              | 29 червня 2021    | [ 6 ]   |
| 21 | Чай Юньчжень* (柴云振)*           | Листопад 1926 — Грудень 26, 2018 (94 роки)         | Колишній заступник окружного фінансового бюро в окрузі Юечі, провінція Сичуань. | За участь у Китайській комуністичній революції та Корейській війні, а згодом повернувся до села, щоб працювати на фермі. | 29 червня 2021    | [ 6 ]   |
| 22 | Го Руйсян(郭瑞祥)                 | Грудень 1920 (101 рік)                             | Колишній заступник політичного комісара армійського підрайону Дуюнь у провінції Ґуйчжоу. | За участь як солдата в китайській Червоній армії під час Другої китайсько-японської війни та китайської комуністичної революції. Також за подальше підтримання політичних якостей Червоної армії. | 29 червня 2021    | [ 6 ]   |
| 23 | Хуан Дафа(黄大发)                 | Листопад 1959 (62 роки)                            | Секретар партійного осередку села Цаованба в районі Бочжоу, провінція Ґуйчжоу. | За те, що протягом 36 років керував селянами, які копали канал довжиною 7 200 метрів та відгалуження довжиною 2 200 метрів на скелях. Також за значний внесок у боротьбу з бідністю. | 29 червня 2021    | [ 6 ]   |
| 24 | Хуан Веньсю* (黄文秀)*            | Квітень 18, 1989 — Червень 17, 2019 (30 років)     | Член теоретичного відділу в муніципальному відділі реклами міста Байсе, провінція Гуансі, і колишній заступник голови міста Сіньхуа, округ Лейе. Колишній перший секретар сільського осередку партії. | За те, що працювала секретарем у бідному селі і присвятила своє життя справі подолання бідності. Вона загинула 17 червня 2019 року, коли автомобіль, в якому вона їхала, під час сильного дощу в Гуансі, був змитий раптовою повінню.                                                                                                   | 29 червня 2021    | [ 6 ]   |
| 25 | Хуан Баомей(黄宝妹)               | Листопад 1959 (62 роки)                            | Колишній заступник голови профспілки Шанхайської сімнадцятої бавовняної текстильної фабрики та восьмий представник партії. | За участь у будівництві багатьох бавовнопрядильних фабрик у багатьох місцях, а також член представництва текстильників у Китаї. | 29 червня 2021    | [ 6 ]   |
| 26 | Цуй Даочжі(崔道植)                | Червень 1934 (88 років)                            | Колишній слідчий відділу кримінальних технологій Департаменту громадської безпеки провінції Хейлунцзян. | За те, що є головним експертом з ідентифікації слідів пострілу в Китаї, бере участь у дослідженнях і розробці методів обробки зображень речових доказів на місці події та автоматичної ідентифікації слідів куль, заповнюючи численні технічні прогалини у вітчизняному законодавстві. Брав участь у розкритті низки нерозкритих справ. | 29 червня 2021    | [ 6 ]   |
| 27 | Лань Тіаньє(蓝天野)               | 3 травня 1927 (97 років)                           | Колишній актор і режисер Пекінського народного художнього театру. | За життєву відданість народній літературно-мистецькій справі. Брав участь у революції в молодості та займався прогресивною літературно-мистецькою діяльністю. | 29 червня 2021    | [ 6 ]   |
| 28 | Вей Дейоу(魏德友)                 | Листопад 1940 (81 рік)                             | Відставний службовець 1-ї роти 161-го полку дев'ятої дивізії Синьцзянського виробничо-будівельного корпусу. | За участь у прикордонному патрулюванні протягом 50 років, подолавши понад 200 000 кілометрів. | 29 червня 2021    | [ 6 ]   |
| 29 | Цюй Дуйі(瞿独伊)                  | 5 листопада, 1921 — 26 листопада, 2021 (100 років) | Колишній співробітник відділу міжнародних новин інформаційного агентства «Сіньхуа». | За те, що була першою групою китайських журналістів за кордоном, які поїхали до Москви, щоб заснувати бюро інформаційного агентства «Сіньхуа». У цей період вона працювала перекладачем прем'єр-міністра Китаю Чжоу Еньлая та китайської делегації в Радянському Союзі.                                                                 | 29 червня 2021    | [ 6 ]   |